# Caso Plame-Wilson
O caso Plame-Wilson ou affair Plame (também conhecido como escândalo da fuga da CIA, ou caso da fuga da CIA, ou Plamegate) refere-se a um escândalo político de 2003 nos Estados Unidos da América, que consistiu na identificação de Valerie Plame Wilson como agente disfarçada da Central Intelligence Agency (CIA). A relação da Sra. Wilson com a CIA era informação secreta. A revelação foi feita numa coluna de jornal com o título "Mission to Niger" escrita por Robert Novak, e publicada em 14 de Julho de 2003.
O marido da Sra. Wilson, o antigo embaixador Joseph C. Wilson, afirmou em várias entrevistas e escritos posteriores (como nas memórias publicadas em 2004 com o título The Politics of Truth) que membros da administração Bush revelaram a condição da Sra. Wilson como vingança pelo artigo de opinião que escrevera com o título "What I Didn't Find in Africa," publicado no The New York Times em 6 de Julho de 2003.
Valerie Plame era especializada em armas de destruição massiva, o que motivou a que os partidários do presidente George W. Bush tomassem estes factos como indícios de que foi Plame quem teve a ideia de enviar o seu marido na sua viagem ao Níger.  Wilson viajou ao país africano em Fevereiro de 2002 para comprovar a possível ligação entre a indústria local de urânio e Saddam Hussein. Depois da viagem, Wilson escreveu em 2003 uma coluna no New York Times, afirmando convincentemente que o Níger não vendeu urânio ao Iraque. Oito dias depois, Novak revelou a identidade de Plame. 